# Roger Broders

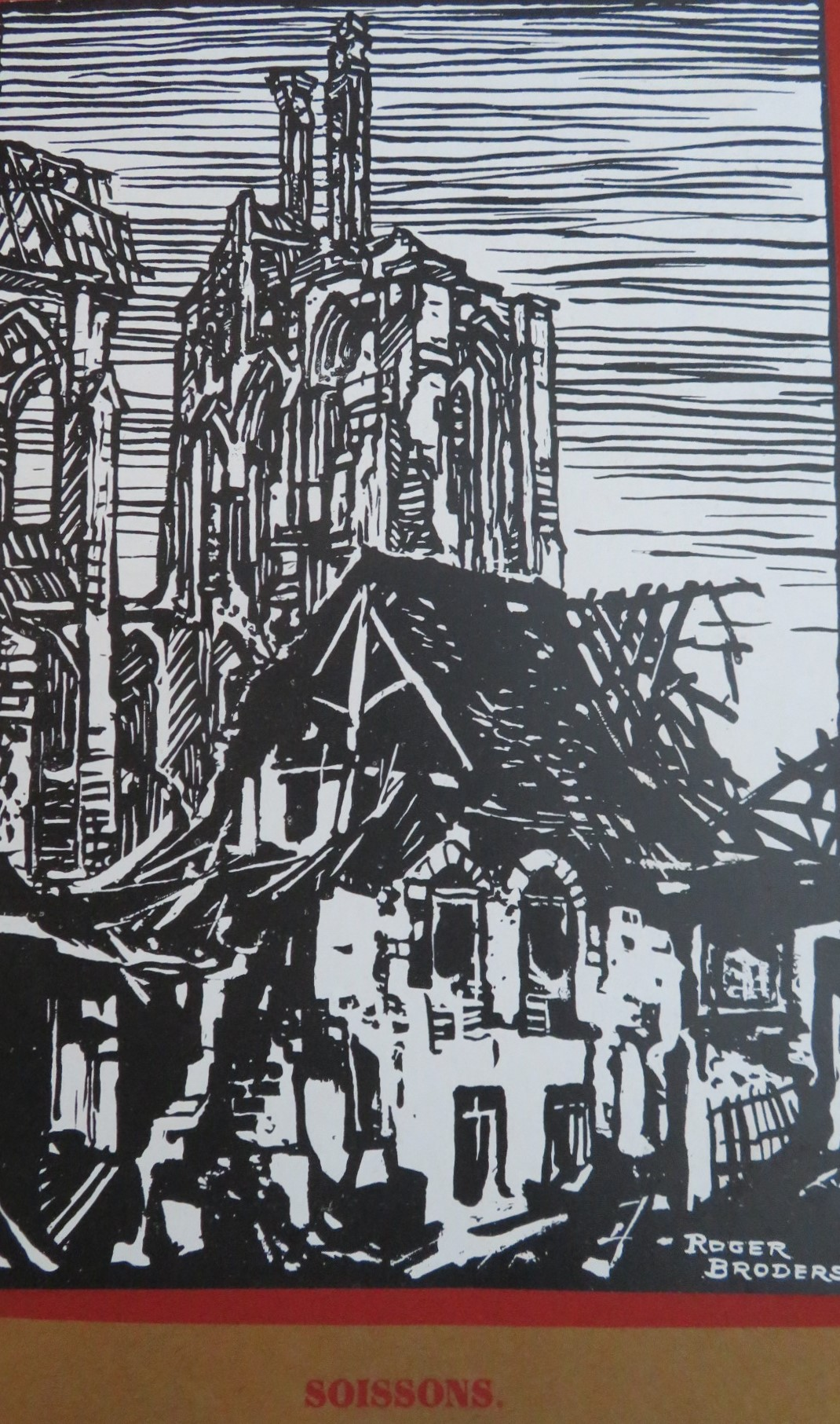

Roger Broders, né le 2 mars 1883 à Paris 16e  et décédé dans cette ville le 20 octobre 1953, est un affichiste et illustrateur français.

## Œuvres
Roger Broders est l'un des affichistes les plus prolifiques des années 1930[réf. nécessaire] : son travail est indissociable de la société PLM qui lui commanda plus d'une centaine d'affiches entre 1922 et 1932. Ses œuvres principales concernent des villes françaises et étrangères. 
Alain Weill résume ainsi son travail : « Roger Broders, avec des larges aplats et un géométrisme hardi (sa série d'affiches pour Marseille), s'élève au-dessus du lot. Sa palette aux tons riches rend aussi bien le soleil du midi (Côte d'azur, Saint Maxime, etc.) que la froideur des cimes (Chamonix, Saint-Pierre-de-Chartreuse) et ne craint pas les hardiesses de mise en page (Tour du Mont-Blanc). »
Dans les années 1920, il illustre des ouvrages des éditions Pierre Lafitte et ceux de Karl May pour le compte des éditions Mame. Il a également illustré des manuels scolaires.
Une exposition présentant une trentaine de ses œuvres est organisée au Musée de l'Affiche de Toulouse à l'occasion de sa réouverture en 2017. On lui doit la citation suivante : « On passe, on voit, on enregistre. »

## Publications

### Éditions Mame
- Légendes de Noël, G. Lenotre, « Collection pour tous », no 245, 1933
- Le Grillon du Foyer, Charles Dickens, coll. Série 50, no 5, 1935